# Jan Buchtele
Jan Buchtele (* 21. Juli 1990 in der Tschechoslowakei) ist ein tschechischer Eishockeyspieler,  der seit Januar 2018 erneut beim HC Sparta Prag aus der Extraliga unter Vertrag steht.

## Karriere
Jan Buchtele begann seine Karriere als Eishockeyspieler in der Nachwuchsabteilung des HC Pardubice, für dessen Junioren-Mannschaften er von 2006 bis 2009 in der U18- bzw. U20-Extraliga aktiv war. Im Laufe der Saison 2008/09 gab der Angreifer sein Debüt im professionellen Eishockey, als er in einem Spiel für Pardubice in der Extraliga auf dem Eis stand. Zudem lief er zwei Mal für den HC Vrchlabí aus der zweitklassigen 1. Liga auf. In der Saison 2009/10 wurde der Linksschütze mit Pardubice Tschechischer Meister. Zu diesem Erfolg trug er mit zwei Toren und einer Vorlage bei insgesamt 25 Einsätzen bei. Zudem sammelte er wieder in der 1. Liga Spielpraxis, in der er für den HC Chrudim in sechs Spielen fünf Tore erzielte.
2012 gewann er eine weitere Meisterschaft mit Pardubice, ehe er am 1. Mai 2013 vom  HC Sparta Prag unter Vertrag genommen wurde. Dort zeigte er so gute Leistungen, dass er regelmäßig Einsätze in der Nationalmannschaft bei der Euro Hockey Tour erhielt.
2016 wurde er mit Sparta Prag tschechischer Vizemeister und wechselte daraufhin im Sommer 2016 erstmals in die Kontinentale Hockey-Liga zu Awtomobilist Jekaterinburg. Dort wurde er in 39 KHL-Partien eingesetzt und spielte auch dem Spengler Cup 2016 für den Klub. Im Februar 2017 kehrte Buchtele zu Sparta Prag zurück, da Awtomobilist die Play-offs verpasst hatte und Spieler abgab, um Personalkosten zu sparen.
Ab Mai 2017 stand Buchtele beim HC Slovan Bratislava, ebenfalls in der KHL, unter Vertrag, ehe er im Januar 2018 zu Sparta Prag zurückkehrte.

## Erfolge und Auszeichnungen
- 2010 Tschechischer Meister mit dem HC Pardubice
- 2012 Tschechischer Meister mit dem HC Pardubice
- 2016 Tschechischer Vizemeister mit dem HC Sparta Prag

## Extraliga-Statistik
(Stand: Ende der Saison 2016/17)